# Batalla de Tukaroi
La batalla de Tukaroi o de Mughalmari fou un decisiu enfrontament militar lliurat entre Raja Todar Mal, ministre de finances d'Akbar el Gran, en nom del seu sobirà, i Dawud Khan Kararani, governador de Bengala que s'havia revoltat. El lloc està situat prop de Midnapur, al sud de Bengala occidental, i la batalla es va lliurar el 3 de març de 1575. Dawud Khan Kararani fou vençut completament mercès a un estratagema, i va haver de fugir i Akbar va poder annexionar Bengala, Bihar i Orissa.